# Nikita Anishchenkov
Pour les articles homonymes, voir Nikita.
Nikita Anishchenkov (né le 25 juillet 1992) est un athlète russe spécialiste du saut en hauteur.

## Carrière
il se classe cinquième des Championnats du monde cadets de 2009 (2,13 m) et termine au pied du podium des Championnats du monde juniors de 2010 (2,21 m). En 2011, à Tallinn, Nikita Anishchenkov devient champion d'Europe junior en franchissant une barre à 2,27 m. 
Son record personnel en plein air, établi en 2011, est de 2,30 m.

### Palmarès
| Date | Compétition                   | Lieu    | Résultat | Marque |
| ---- | ----------------------------- | ------- | -------- | ------ |
| 2011 | Championnats d'Europe juniors | Tallinn | 1er      | 2,27 m |

### Records
| Épreuve                 | Performance | Lieu         | Date           |
| ----------------------- | ----------- | ------------ | -------------- |
| Saut en hauteur         | 2,30 m      | Tcheboksary  | 3 juillet 2011 |
| Saut en hauteur (salle) | 2,24 m      | Tcheliabinsk | 9 janvier 2011 |